# A Work of Art
A Work of Art è un album di Art Farmer, pubblicato dalla Concord Records nel 1982. Il disco fu registrato nel settembre del 1981 al Soundmixers di New York (Stati Uniti).

## Tracce
Lato A
1. Red Cross – 5:10 (Charlie Parker)
2. You Know I Care – 6:41 (Duke Pearson)
3. (I Got a Woman Crazy for Me) She's Funny That Way – 5:31 (Neil Moret, Richard Whiting)

Lato B
1. Change Partners – 5:46 (Irving Berlin)
2. Summersong – 4:59 (Fred Hersch)
3. Love Walked In – 4:47 (George Gershwin, Ira Gershwin)
4. One for Sam – 3:18 (Fred Hersch)

## Musicisti
- Art Farmer - flicorno, tromba
- Fred Hersch - pianoforte
- Bob Bodley - contrabbasso
- Billy Hart - batteria